# 12867 Joëloïc
12867 Joëloïc è un asteroide della fascia principale. Scoperto nel 1998, presenta un'orbita caratterizzata da un semiasse maggiore pari a 2,3195911 UA e da un'eccentricità di 0,2099858, inclinata di 6,63179° rispetto all'eclittica.